# سید محمود دعایی
سیّد محمود دعایی (۲۷ فروردین ۱۳۲۰ – ۱۵ خرداد ۱۴۰۱) روحانی، سیاستمدار و روزنامه نگار ایرانی بود. او از سال ۱۳۶۶ تا ۱۴۰۱ عضو مجمع روحانیون مبارز، از اردیبهشت ۱۳۵۹ تا ۱۵ خرداد ۱۴۰۱ رئیس مؤسسه اطلاعات، و نماینده شش دوره نخست مجلس شورای اسلامی از ۱۳۵۹ تا سال ١٣٨٣ بود
دعایی یکی از همراهان روح‌الله خمینی در دوران اقامت وی در شهر نجف بود. او همچنین بین سال‌های ۱۳۵۷ تا ۱۳۵۸ سفیر ایران در عراق بود. در سال ۱۳۹۳ نشان افتخار جهادگر عرصه فرهنگ و هنر به وی اهدا شد.
محمود دعایی عصر روز ۱۵ خرداد ۱۴۰۱ در بیمارستانی در تهران درگذشت.

## زندگی
سیّد محمود دعایی زارچی در سال ۱۳۲۰ از پدری زارچی و مادری کرمانی در زارچ یزد زاده شد. پدرش سید محمد، روحانی اهل زارچ بود که به دلیل سخنرانی علیه رضاشاه به کرمان تبعید و سپس در یزد زندانی شده بود.
و در ۴ سالگی به اتفاق مادرش در کرمان اقامت گزید. وی که شیعه ۱۲ امامی بود پس از پایان تحصیلات متوسطه وارد حوزهٔ علمیه کرمان به نام مدرسهٔ معصومیه شد و به تحصیل علوم اسلامی پرداخت. پس از پایان سطوح اولیه تحصیلی در کرمان مدتی در تجارت‌خانه‌های فرش و یک کارخانه برق به حسابداری مشغول بود و سپس به حوزهٔ علمیهٔ قم رفت.

## پیش از انقلاب
محمود دعایی که پیش از رفتن به قم نماینده نشریه مکتب اسلام را در کرمان چاپ می‌کرد در قم در نشریه بعثت را در کنار افرادی چون اکبر هاشمی رفسنجانی، محمدجواد باهنر و محمدتقی مصباح یزدی چاپ کرد. محمود دعایی پس از تکمیل سطوح عالیه در سال ۱۳۴۶ به دنبال بازداشت هاشمی رفسنجانی، تحت تعقیب رژیم شاه قرار گرفت و مخفیانه به عراق رفت و در آنجا تحصیلات علوم اسلامی را ادامه داد.
محمود دعایی در زمان زندگی در عراق به توصیه مصطفی خمینی تهیه‌کننده و مجری برنامهٔ رادیویی نهضت روحانیت در ایران بود که در مخالفت با رژیم پهلوی پخش می‌شد. او همچنین چندین‌بار رابط سازمان مجاهدین خلق ایران با خمینی بود.  محمود دعایی در آغاز یکی از هواداران مجاهدین خلق بود. طوریکه که پس از آنکه خمینی شکنجه اعضای مجاهدین خلق به‌ویژه اصغر بدیع‌زادگان را محکوم نکرد چند ماه با خمینی قهر بود. اما بعدها دشمن آنان و کمونیست‌ها شد.
دعایی پیش از انقلاب ۱۳۵۷ در خارج و داخل ایران از فعالان سیاسی بوده و در خلال این مدت به اروپا و کشورهای آسیای غربی (چون سوریه، لبنان، اردن، عربستان، پاکستان، و افغانستان) سفر کرد. او در جریان فعالیت‌های سیاسی خارج از کشور مدت ۷ سال سخنگوی نهضت روحانیت مبارز در ایران بود و نمایندگی روح‌الله خمینی را به عنوان رابط بین مسئولان عالی‌رتبه عراقی با او به عهده داشت و همچنین رابط بین سازمان‌ها و انجمن‌های اسلامی و دانشجوئی و برخی شخصیت‌های خارج از کشور با وی بود.

## پس از انقلاب
محمود دعایی پس از انقلاب در اوائل سال ۱۳۵۸ به عنوان سفیر جمهوری اسلامی ایران در عراق عازم بغداد شد و به‌دنبال اعتراض به دخالت‌های مأموران عراقی در امور داخلی ایران به دستور وزارت خارجه در اسفند ۱۳۵۸ به ایران بازگشت. او در مدت سفیری در عراق، پیام صدام حسین برای درخواست مذاکره با ایران را به خمینی منتقل کرد. اما خمینی مخالف بود. پس از آن مدتی در دفتر سید روح‌الله خمینی مشغول شد و از طرف او اجازه دریافت وجوهات شرعیه را نیز گرفت.
سپس به دستور وی در ۲۰ اردیبهشت ۱۳۵۹ به سرپرستی موسسهٔ اطلاعات منصوب شد و تا پایان عمرش آنرا برعهده داشت. در این مدت برای آزادی زندانیان سیاسی مانند طاهر احمدزاده تلاش کرد. محمود دعایی به مشی اسدالله لاجوردی اعتراض داشت.
به گفته حامد علوان الجبوری، وزیر خارجه عراق (در دوران آغاز جنگ ایران و عراق)، دعایی هنگام تبعید خمینی به عراق ضمن آنکه نماینده وی برای ارتباط با دولت عراق بوده‌است، با استخبارات عراق همکاری داشته‌است. برخی همچنین سخنرانی وی به عنوان سفیر ایران در عراق در نماز جمعه ۱۹ اردیبهشت ۱۳۵۹ در تحریک عراق برای جنگ را قابل توجه دانسته‌اند.
محمود دعایی که از اعضای جامعه روحانیت مبارز تهران به‌شمار می‌رفت، در آستانهٔ انتخابات مجلس سوم به همراه جمعی دیگر از اعضا انشعاب کرده و مجمع روحانیون مبارز را تشکیل دادند. دعایی در شش دورهٔ مجلس پس از انقلاب یکی از کرسی‌های تهران را در مجلس شورای اسلامی در اختیار داشت. او در انتخابات مجلس هفتم و مجلس هشتم (که در آن انتخابات در فهرست ائتلاف اصلاح‌طلبان قرار داشت) شکست خورد.

## مؤسسه اطلاعات
محمود دعایی پس از انقلاب و پس از قرار گرفتن مؤسسه اطلاعات زیر نظر ولی فقیه وی به عنوان مدیر این مؤسسه منصوب شد. ستون دو کلمه حرف حساب که از دههٔ ۱۳۶۰ در روزنامه اطلاعات به قلم کیومرث صابری فومنی (گل آقا) منتشر شد به پیشی گرفتن این روزنامه از رقیب دیرین خود کیهان انجامید و زمینه انتشار هفته‌نامهٔ طنز گل‌آقا در سال‌های بعد شد.

## حواشی
در سال ۱۳۹۴ او در روزنامه اطلاعات با چاپ عکس و مطلبی از سید محمد خاتمی خبرساز شد و پویشی در حمایت از او ایجاد شد. ۱۵ مرداد ۱۳۹۸ در نشست خبری محمدجواد ظریف، دعایی سعی داشت دست او را ببوسد که با ممانعت ظریف مواجه شد و خبرساز شد.
در فروردین ۱۴۰۱ او می‌خواست دست سید ابراهیم رئیسی را ببوسد که وی از این کار امتناع کرد. عباس عبدی در این مورد نوشت دست‌بوسی امروزه به‌عنوان عملی مذموم شناخته شده‌است. اما در نظام فکری دعایی این کار تنها نشانه محبت و تواضع است و نه کرنش در برابر صاحبان قدرت.

## درگذشت

قبر دعایی در صحن روح‌الله خمینی

محمود دعایی در عصر ۱۵ خرداد ۱۴۰۱ در بیمارستانی در تهران درگذشت.